# Vol 185 de Silkair
El Vol 185 de SilkAir, un Boeing 737-36N registrat com 9V-TRF, va ser un vol regular de passatgers de Jakarta, Indonèsia fins a Singapur, que es va estavellar el 19 de desembre de 1997 en el riu Musi després de descendir sobtadament dels seus 35.000 peus (10.668 m) d'altitud de creuer. En l'accident van morir els 97 passatgeres i els seus set tripulants a bord.
Les dues caixes negres -el Gravador de Veus de Cabina (CVR) i el Gravador de Dades de Vol (FDR)- van deixar de funcionar, en diferents moments i sense motiu aparent, minuts abans que l'aeronau comencés a precipitar-se sense control contra l'aigua.
L'accident va ser investigat per diversos organismes, amb diferents resultats. L'informe del Comitè Nacional de Seguretat del Transport (NTSC) d'Indonèsia, que van ser els investigadors principals, va concloure que no hi havia elements suficients per establir la causa. La Junta Nacional de Seguretat en el Transport (NTSB) dels Estats Units, va realitzar un informe amb l'autorització de les autoritats indonèsies i va concloure que probablement l'accident es va produir a partir d'un acte intencional d'algun dels pilots, probablement el comandant, que també hauria desactivat la gravadora de dades de veu intencionadament per tal que no quedessin registres. La Cort Suprema de Califòrnia també va investigar el cas arran d'una demanda de familiars de les víctimes i va establir que la responsabilitat de l'accident va ser de l'empresa Parker Hannifin Corporation, fabricant de l'avió, degut a una falla metalúrgica estructural en les peces fabricades per l'empresa, que va causar la deflexió del timó de direcció que va provocar la caiguda de l'avió.

## Història del vol

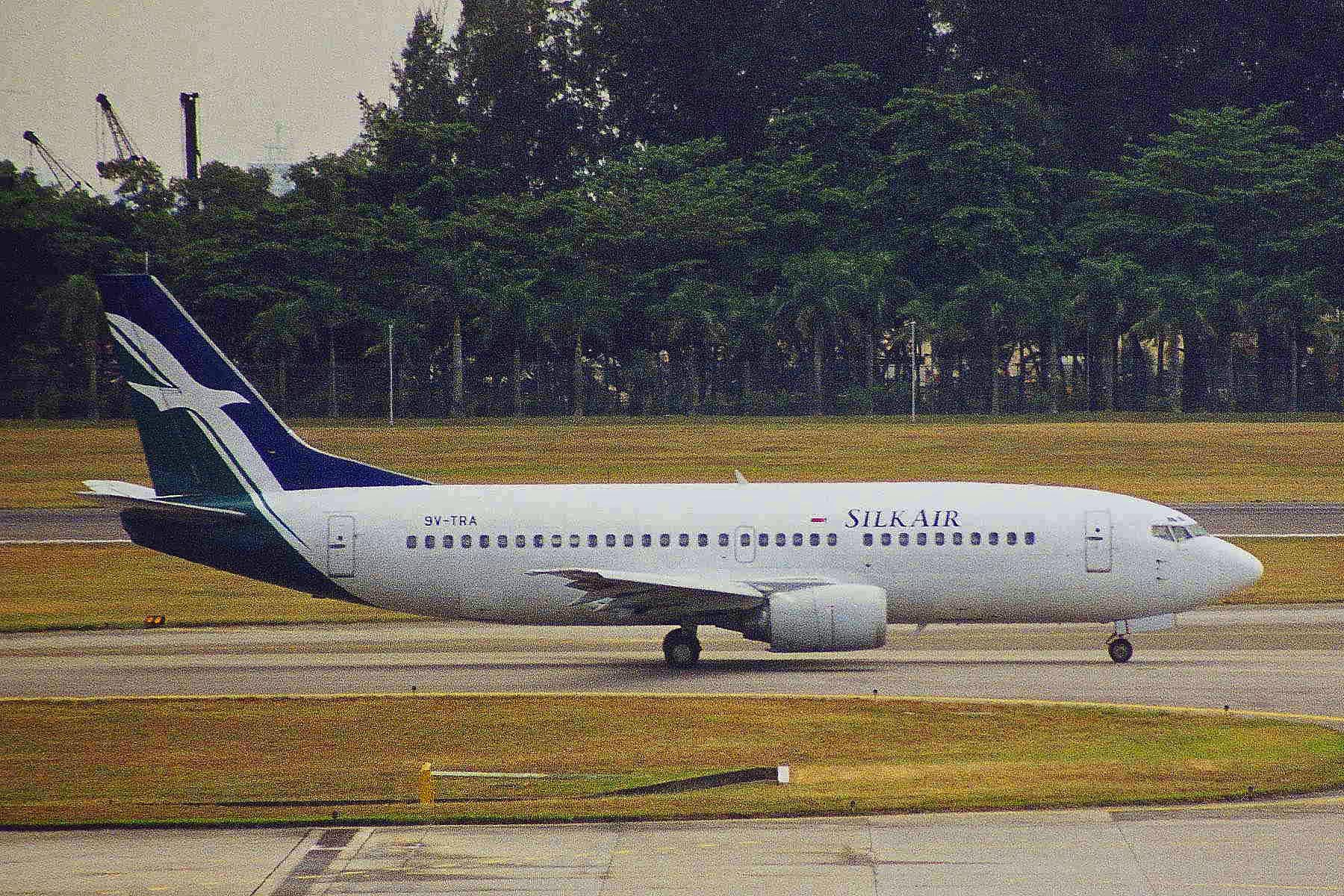
Un Boeing 737-300 similar a l'avió estavellat.

L'avió del vol 185 era un Boeing 737-300, el més nou de la flota de SilkAir, entregada a l'aerolínia el 14 de febrer de 1997, deu mesos abans de l'accident.
Amb 97 passatgers a bord i una tripulació amb set anys d'experiència, el Boeing va partir de la pista 25R de l'aeroport Soekarno-Hatta de Jakarta a les 15:37, hora local (08:37 UTC), en un vol previst de 80 minuts fins a l'aeroport Changi de Singapur, amb el capità Tsu Way Ming al comandament. S'esperava bon temps per a la ruta, a excepció d'algunes tempestes elèctriques a prop de l'illa de Singkep, 120km al sud de Singapur.
L'avió va ser autoritzat a pujar fins al nivell de vol 350 (al voltant de 35.000 peus/10,668 m per sobre del nivell del mar), i de dirigir-se directament a Palembang. A les 15:47, l'avió va pujar a través del FL245 (24.500 peus o 7.468 m). La tripulació va sol·licitar una autoritxació per procedir directament a PARDI, a les 15:53 la tripulació va informar que havien assolit la seva altitud de creuer FL350 (35.000 pEUs/10,668 m) i va ser autoritzada a procedir directament a PARDI, i que informessin a través de Palembang.
A les 16:05 la gravadora de veu de la cabina (CVR), una de les dues "caixes negres", va deixar de funcionar sobtadament. A les 16:10, el controlador va informar que el vol es trobava en el rumb correcta a Palembang, va comunicar a l'aeronau que mantingués el nivell de vol FL350 (35.000 peus/10.668 m) i que es posés en contacte amb el control de Singapur quan arribés al punt PARDI, la tripulació va comunicar que havien rebut aquesta informació. A les 16:11:27 la gravadora de dades de vol (FDR), l'altra "caixa negra", també va deixar de funcionar.

## Xoc

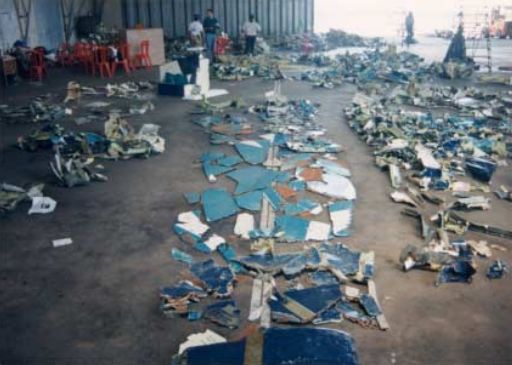
Restes recuperades de l'avió sinistrat.

A les 16:12:18, menys d'un minut després que deixés de funcionar la segona caixa negra (FDR), la nau va començar una immersió ràpida i quasi vertical, sense que la tripulació transmetés cap notificació. L'avió es va trencar en ple vol, estavellant-se en el riu Musi, a prop de Palembang, a l'illa de Sumatra. Les 104 persones a bord van morir en l'accident.
Les restes van quedar repartides en un radi de diversos kilòmetres, tot i que la majoria de les restes es van concentrar en una àrees d'uns 60 metres per 80 metres en el fons del riu. Algunes restes dels cossos es van trobar, però tant l'avió com els passatgers es van desintegrar per l'impacte. Només es van obtenir sis identificacions positives després que es recuperessin les últimes restes humanes. Entre els morts en l'accident, es trobava la model i escriptora Bonny Hicks.

## Investigació i conclusions diverses
L'accident va ser investigat pel Comitè Nacional de Seguretat en el Transport (NTSC), organisme que depèn del govern indornesi, assistit per grups experts dels Estats Units, de Singapur i d'Austràlia. En la investigació també va participar la Junta Nacional de Seguretat en el Transport (NTSB) dels Estats Units, amb el vistiplau de la NTSC, presentant un inform propi autònom.
Entre les evidències, van ser recuperades les dues caixes negres -el Gravador de Veus de Cabina (CVR) i el Gravador de Dades de Vol (FDR)-, però cap de les dues tenia dades sobre l'accident perquè totes dues havien deixat de funcionar, en moments diferents, abans que s'iniciés la successió de fets que van dur al sinistre. També es van trobar aproximadament ele 73% de les restes de l'avió, la majoria de les quals es trobaven en el riu on l'avió es va estavellar.
El 14 de desembre de 2000, després de tres anys d'investigació, el NTSC d'Indonèsia va emetre el seu informe final, en que concloïa que no existia evidència suficient per establir la causa de l'accident. L'informe detallava algunes dades relacionades amb la possibilitat que es tractés d'una acció intencionada del pilot Tsu Way Ming, però concloïa que les possibilitats no eren prou altes per establir que aquesta hagués estat la causa de l'accident:
- En les simulacions computaritzades del moment de la caiguda, només un dels sis escenaris simulats va ser compatible amb les dades de l'accident: "una combinació d'accions manuals sostingudes sobre el timó i/o els alerons més manipulació del timó de profunditat (tracció i pressió)".[5]
- En el comportament professional dels pilots aquell any, es va constatar que el comandant Tsu Way Ming havia protagonitzat un incident (Manado incident), degut a una maniobra de "motor i a l'aire" (go-around manoeuvre). Durant la investigació de l'incident, el comandant va cometre una altra falta, desconnectant intencionadament el Gravador de Veus de Cabina (CVR), amb l'objectiu que no quedés registre de les converses mantingudes amb el seu copilot sobre l'incident de Manado. Ateses aquestes infraccions, la companyia va sancionar Ming apartant-lo del seu càrrec de pilot instructor, mentre seguia la investigació de l'incident.[6]
- L'informe va revelar també que s'havia detectat que el capità Tsu Way Ming es trobava en una situació financera comrpomesa, arran de les pèrdues que havia tingut en la borsa entre el 1993 i el 1996, que no havien pogut ser esmenades aquell any. Ates la morositat d eles seves deutes a la borsa, Ming va ser suspès dues vegades aquell any com a operador de la borsa de Singapur; la última d eles suspensions havia estat el 9 de desembre i seguia en vigència el dia de l'accident. Aquell mateix dia, Ming s'havia compromès a cancel·lar els seus deutes en tornar del vol.[7]
- L'informe mencionava, així mateix, que el dia de l'accident una companyia d'assegurances havia aprovat l'assegurança de vida del capità Ming per a la hipoteca de la seva casa, sol·licitada pocs dies abans, però es va considerar que es tractava d'una pràctica habitual i que no tenia connexió amb l'accident.[7]

La Junta Nacional de Seguretat en el Transport (NTSB) dels Estats Units, va realitzar pel seu compte un informe independent i va concloure que l'evidència era compatible amb una manipulació deliberada dels controls de vol, probablement pel capità, que va posar l'avió en una caiguda en picat vertical, provocant que l'aeronau s'estavellés. En una carta a la NTSC del 11 de desembre de 200, la NTSB va escriure: 
| « | L'examen de totes les proves objectives està en consonància amb les conclusions que: 1) cap falla mecànica o mal funcionament relacionats amb l'ació van causa o van contribuir en l'accident, i 2) l'accident es pot explicar per l'acció intencional del pilot. En concret, a) el perfil del vole de l'avió de l'accent és consistent amb un pilotatge manual mantingut de vol en picat; b) les proves suggereixen que la gravadora de veu de cabina (CVR) es va desconnectar intencionadament; c) la recuperació de l'avió era possible, però no es va intentar; i d) és més probable que el pilotatge del vol en picat fos fet pel capità que pel primer oficial. | » |

L'any 2001, sis familiars de les víctimes van demandar SilkAir al·legant que l'accident havia estat produït intencionadament pel pilot, però la Cort Suprema de Singaour va rebutjar la demanda amb l'argument que "el càrrec de demostrar que el vol MI185 va xocar intencionadament no havia estat demostrat".
Posteriorment, alguns investigadors van començar a analitzar una possible relació amb altres accidents similars patits per avions Boeing 737, en especial una sèrie d'accidents causats pel timó i deficiències metal·lúrgiques sorgides durant el procés de producció a càrrec de l'empresa Parker Hannifin Corporation. Els defectes metal·lúrgics dels timons per al Boeing 737 fabricats per aquesta empresa, havien estat considerats com a possibles causes dels accidents patits pel Vol 585 de United Airlines de 1991 i el Vol 427 de UsAir de 1994, així com l'incident del Vol 517 de Eastwind Airlines de 1996.
Basats en aquestes noves investigacions, alguns familiars de víctimes van demandar Parker Hannifin Corporation als Estats Units. L'any 2004, la Cort Suprema de Califòrnia va condemnar l'empresa Parker Hannifin Corporation com a responsable de l'accident del vol 185 de SilkAir. El tribunal va concloure que l'accident havia estat provocat per una deflexió del timó no comandat per la tripulació, causada per un defecte de les peces manufacturades per Parker Hannifin. L'empresa va defensar que l'accident va ser causat intencionadament pel pilot, però va acceptar també la possibilitat que hi hagués una falla en el timó com la que es mencionava, atribuint també en aquest cas la responsabilitat a la tripulació per no haver seguit el protocol indicat en aquests casos.

## Víctimes
Silk Air va emetre un comunicat de premsa el 19 de desembre de 1997, amb un recompte de passatgers per nacionalitat, i un altre l'endemà amb els detalls de la tripulació i una llista de passatgers completa.
| Nacionalitat         | Passatgers | Tripulació | Total |
| -------------------- | ---------- | ---------- | ----- |
| Singapur             | 40         | 6          | 46    |
| Indonèsia            | 23         | 0          | 23    |
| Malàisia             | 10         | 0          | 10    |
| Estats Units         | 5          | 0          | 5     |
| França               | 5          | 0          | 5     |
| Alemanya             | 4          | 0          | 4     |
| Regne Unit           | 3          | 0          | 3     |
| Japó                 | 2          | 0          | 2     |
| Bòsnia i Hercegovina | 1          | 0          | 1     |
| Àustria              | 1          | 0          | 1     |
| Índia                | 1          | 0          | 1     |
| Taiwan               | 1          | 0          | 1     |
| Austràlia            | 1          | 0          | 1     |
| Nova Zelanda         | 0          | 1          | 1     |
| Total                | 97         | 7          | 104   |

## Accidents similars
- El 3 de març de 1991, el Vol 585 de United Airlines va girar a la dreta sense control.
- El 8 de setembre de 1994, al Vol 427 de UsAir li va passar el mateix que al Vol 585 de United Airlines.
- El 24 de març de 2015, el Vol 9525 de Germanwings va envestir una muntanya degut a una decisió intencionada del pilot.